# Jacob Marcus (Zweeds ondernemer)

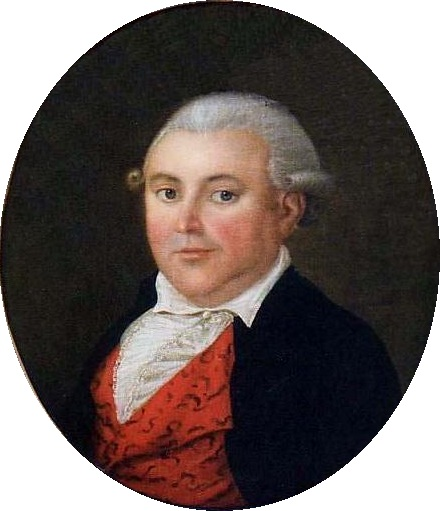
Jacob Marcus in olieverf (schilder onbekend) rond 1792.

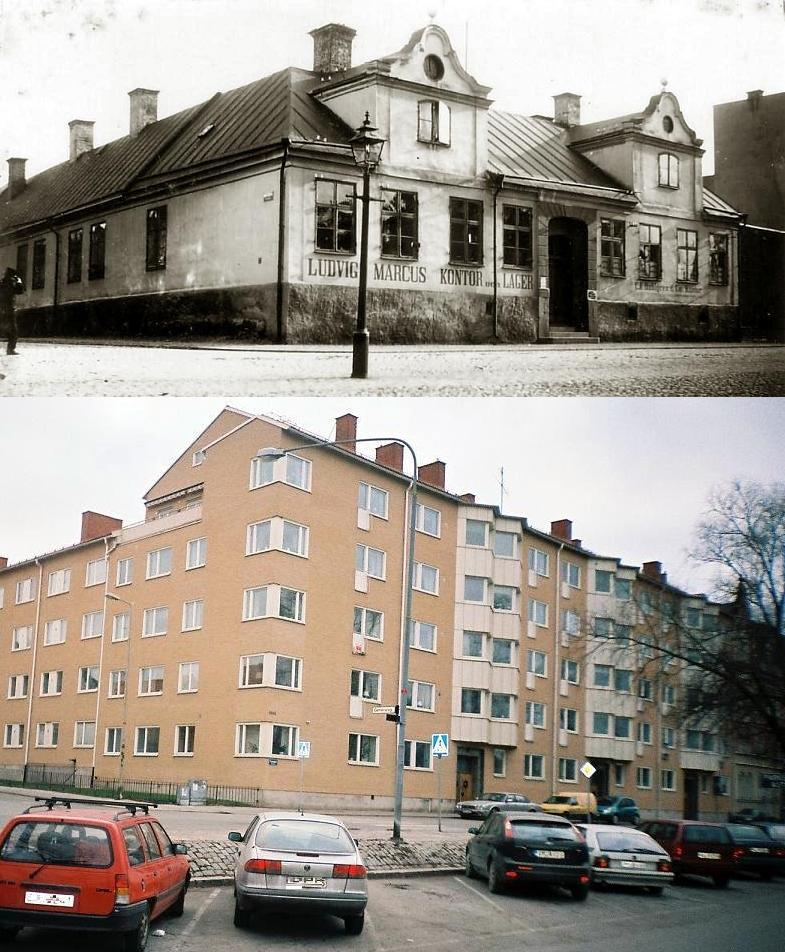
Het ‘Marcusgebouw' alwaar familie zetelde in Norrköping in 1917, en na de sloop en nieuwbouw in 2009.

Jacob Marcus  alias  R. Jakob  (Schwaan,  rond 1749 – Norrköping, 13 maart 1819) was een Duits-Zweeds zakenman en een van de pioniers  en oprichters van de joodse gemeenschap in Zweden, die wortel schoot rond het eind van de 18e eeuw.
Jacob Marcus’ aanzienlijke invloed op de geschiedenis van Norrköping en zijn betekenis voor de joodse immigratie komen in verscheidene publicaties naar voren. Hij initieerde de eerste synagoge aldaar, die in 1796 werd geopend voor de groeiende gemeenschap.
Zijn belang en aanzien als ondernemer blijkt onder meer uit de bevoorrechting door koning Gustaaf III van Zweden, zijn positie als eigenaar van vastgoed in Östergötland en leider van de gemeenschap, zoals is opgetekend in verschillende biografische artikelen.
In 1900 werd in Zweden een volledig overzicht van de familie Marcus en zijn nakomelingen gepubliceerd. Een uitgebreide familiestamboom is tot 1942 bijgewerkt door Curt Marcus. 